# Washburn (Maine)
Washburn és una població dels Estats Units a l'estat de Maine (EUA). Segons el cens del 2000 tenia 1.627 habitants.

## Demografia
Segons el cens del 2000, Washburn tenia 1.627 habitants, 692 habitatges, i 501 famílies. La densitat de població era de 18,3 habitants/km².
Dels 692 habitatges en un 27,2% hi vivien nens de menys de 18 anys, en un 60,8% hi vivien parelles casades, en un 7,4% dones solteres, i en un 27,6% no eren unitats familiars. En el 24% dels habitatges hi vivien persones soles el 13% de les quals corresponia a persones de 65 anys o més que vivien soles. El nombre mitjà de persones vivint en cada habitatge era de 2,35 i el nombre mitjà de persones que vivien en cada família era de 2,73.
Per edats la població es repartia de la següent manera: un 20,5% tenia menys de 18 anys, un 7,4% entre 18 i 24, un 25,9% entre 25 i 44, un 28,7% de 45 a 60 i un 17,4% 65 anys o més.
L'edat mediana era de 42 anys. Per cada 100 dones de 18 o més anys hi havia 92,7 homes.
La renda mediana per habitatge era de 30.338 $ i la renda mediana per família de 34.122 $. Els homes tenien una renda mediana de 28.203 $ mentre que les dones 19.783 $. La renda per capita de la població era de 15.018 $. Entorn del 9,5% de les famílies i el 13,3% de la població estaven per davall del llindar de pobresa.